# Edificio Esplanada
L'Edificio Esplanada, construit à Porto Alegre en 1952, est de style moderniste combinant l'académisme du style. Unique résidence construite par l'architecte uruguayen Román Fresnedo Siri au Brésil, il est constitué de quatre blocs, l'un Independence Avenue, deux rue Barcelos Ramiro et le dernier sur la rue André Poente. Chaque bloc possède 30 appartements, deux par étage.

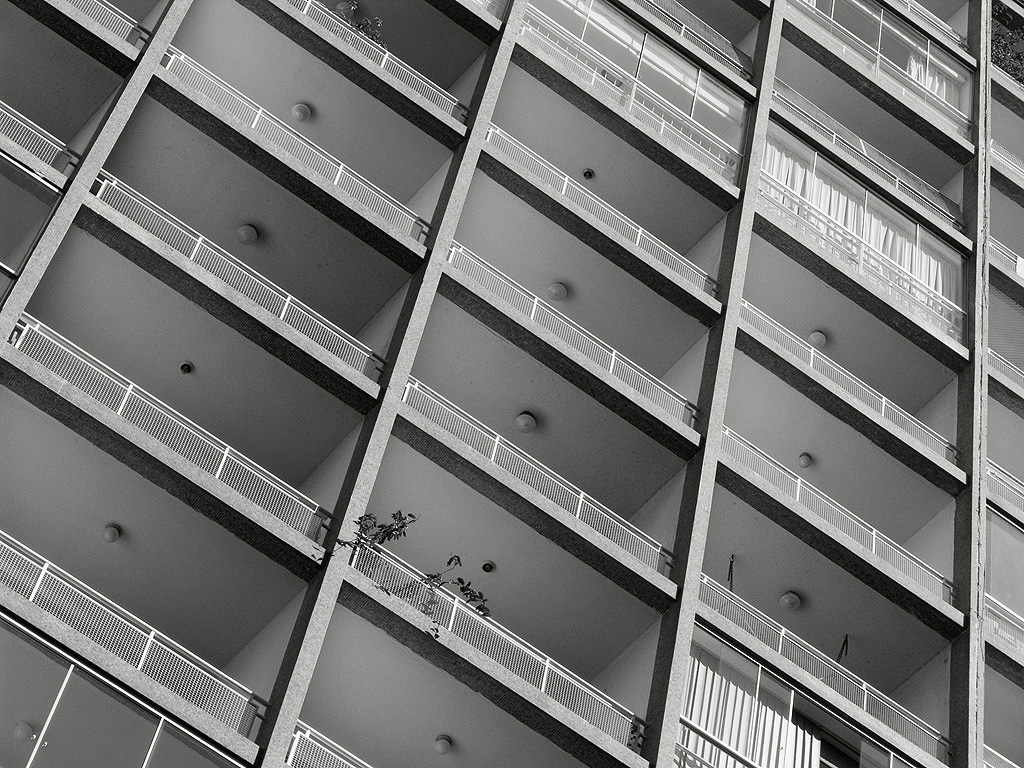
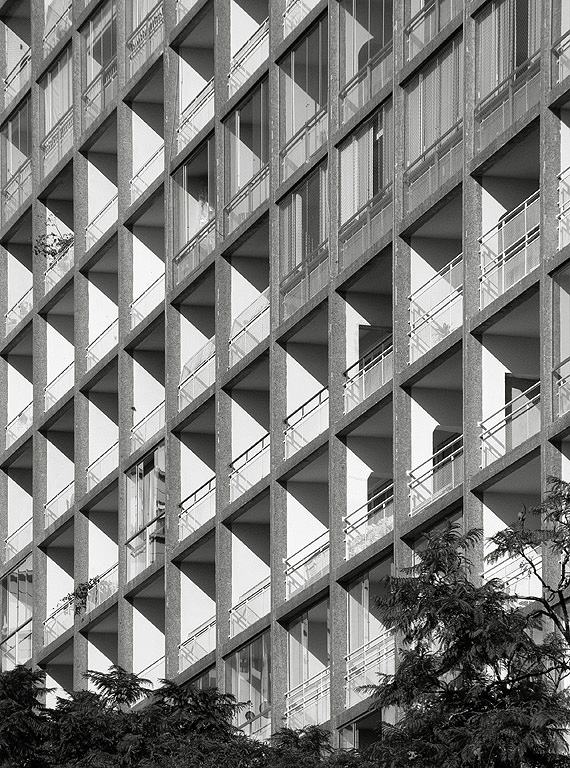
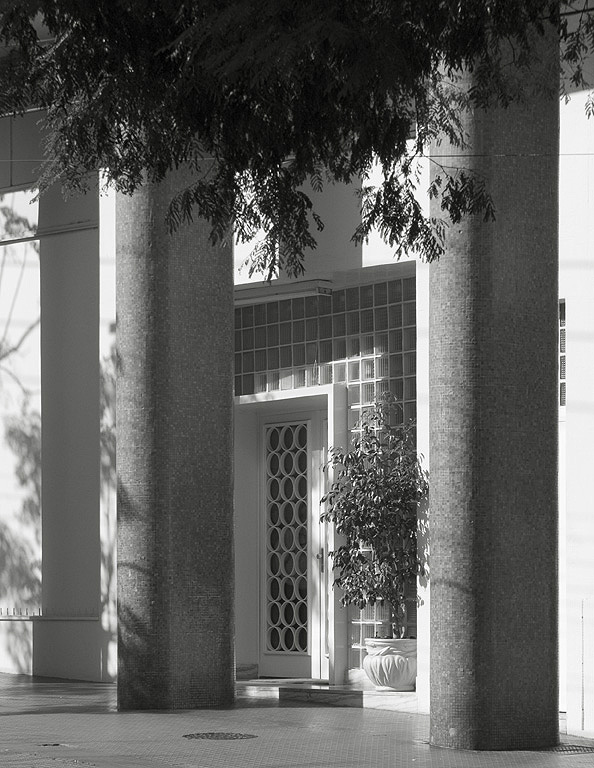
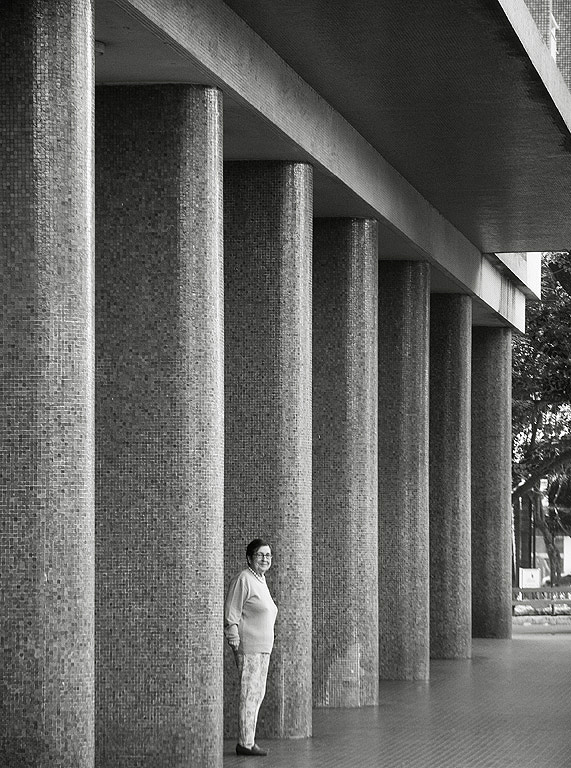